# Beverly Ramos
Beverly Sue Ramos Morales (San Juan, 24 agosto 1987) è una mezzofondista, siepista e maratoneta portoricana.

## Biografia
Detentrice di molti record portoricani sulla media-lunga distanza, Ramos ha debuttato internazionalmente nel 2002 vincendo una medaglia d'argento ai Campionati centroamericani e caraibici juniores a Barbados. Ha gareggiato nei campionati NCAA statunitensi con la squadra dell'Università statale del Kansas.
A livello internazionale, Ramos ha gareggiato per Porto Rico in competizioni regionali, dove ha ottenuto maggior successo, cimentandosi in un primo momento sul mezzofondo e poi introducendo anche al proprio palmarès le siepi. Con questa specialità, infatti, è riuscita a qualificarsi ai Giochi olimpici di Londra 2012. Alla seconda Olimpiade a cui ha partecipato, invece, a Rio de Janeiro 2016, ha gareggiato nella maratona, avendo partecipato negli ultimi anni della sua carriera a maratone come quella di New York, di Rotterdam o quella di Düsseldorf (dove nel 2016 è arrivata seconda).

## Palmarès
| Anno | Manifestazione             | Sede           | Evento         | Risultato | Prestazione | Note             |
| ---- | -------------------------- | -------------- | -------------- | --------- | ----------- | ---------------- |
| 2002 | Campionati CAC U17         | Bridgetown     | 1200 m piani   | Argento   | 3'37"38     |                  |
| 2003 | Mondiali U18               | Sherbrooke     | 800 m piani    | Batteria  | 2'14"53     |                  |
| 2004 | Mondiali di cross          | Bruxelles      | Corsa juniores | 106ª      | 25'02"      |                  |
| 2004 | Campionati CAC U20         | Coatzacoalcos  | 1500 m piani   | 5ª        | 4'49"22     |                  |
| 2004 | Campionati CAC U20         | Coatzacoalcos  | 3000 m piani   | 5ª        | 10'32"35    |                  |
| 2006 | Campionati CAC U20         | Port of Spain  | 1500 m piani   | Bronzo    | 4'34"46     |                  |
| 2006 | Campionati CAC U20         | Port of Spain  | 5000 m piani   | Oro       | 17'50"96    |                  |
| 2006 | Campionati ibero-americani | Ponce          | 1500 m piani   | 8ª        | 4'32"82     |                  |
| 2006 | Campionati ibero-americani | Ponce          | 3000 m piani   | 7ª        | 10'16"46    |                  |
| 2009 | Campionati CAC             | L'Avana        | 5000 m piani   | 4ª        | 16'28"29    |                  |
| 2010 | Giochi CAC                 | Mayagüez       | 1500 m piani   | Bronzo    | 4'22"02     |                  |
| 2010 | Giochi CAC                 | Mayagüez       | 5000 m piani   | Oro       | 16'09"82    |                  |
| 2010 | Giochi CAC                 | Mayagüez       | 3000 m siepi   | Oro       | 9'59"03     |                  |
| 2011 | Campionati CAC             | Mayagüez       | 3000 m siepi   | Argento   | 9'58"11     |                  |
| 2011 | Mondiali                   | Taegu          | 3000 m siepi   | Batteria  | 9'45"50     |                  |
| 2011 | Giochi panamericani        | Guadalajara    | 1500 m siepi   | 12ª       | 4'34"90     |                  |
| 2011 | Giochi panamericani        | Guadalajara    | 3000 m siepi   | dnf       | dnf         |                  |
| 2012 | Giochi olimpici            | Londra         | 3000 m siepi   | Batteria  | 9'55"26     |                  |
| 2013 | Mondiali di cross          | Bydgoszcz      | Corsa seniores | 55ª       | 26'25"      |                  |
| 2013 | Mondiali                   | Mosca          | 3000 m siepi   | Batteria  | 9'49"60     |                  |
| 2014 | Campionati ibero-americani | San Paolo      | 1500 m piani   | 13ª       | 4'59"04     |                  |
| 2014 | Campionati ibero-americani | San Paolo      | 3000 m siepi   | Bronzo    | 10'03"12    |                  |
| 2014 | Giochi CAC                 | Veracruz       | 5000 m piani   | 4ª        | 16'24"42    |                  |
| 2014 | Giochi CAC                 | Veracruz       | 3000 m siepi   | Bronzo    | 10'08"39    |                  |
| 2016 | Giochi olimpici            | Rio de Janeiro | Maratona       | 71ª       | 2h43'52"    |                  |
| 2018 | Giochi CAC                 | Barranquilla   | 5000 m piani   | Argento   | 16'14"04    |                  |
| 2018 | Giochi CAC                 | Barranquilla   | 10000 m piani  | Argento   | 33'46"99    |                  |
| 2018 | Giochi CAC                 | Barranquilla   | 3000 m siepi   | Argento   | 10'07"71    |                  |
| 2022 | Mondiali                   | Eugene         | Maratona       | 20ª       | 2h31'10"    | Record nazionale |
| 2022 | Campionati NACAC           | Freeport       | 10000 m piani  | Bronzo    | 35'01"33    |                  |
| 2023 | Giochi CAC                 | San Salvador   | Mezza maratona | 5ª        | 1h19'17"    |                  |
| 2023 | Mondiali                   | Budapest       | Maratona       | dnf       | dnf         |                  |
| 2023 | Giochi panamericani        | Santiago       | Maratona       | 11ª       | 2h46'22"    |                  |

## Campionati nazionali
2003
- 4ª ai campionati portoricani, 800 m piani - 2'14"40
- Bronzo ai campionati portoricani, 1500 m piani - 4'45"80

2006
- Oro ai campionati portoricani, 3000 m piani - 10'20"98

2013
- Oro ai campionati portoricani, 800 m piani - 2'06"65

2014
- Oro ai campionati portoricani, 1500 m piani - 4'16"66

2017
- Oro ai campionati portoricani, 5000 m piani - 16'04"58

2019
- Oro ai campionati portoricani, 5000 m piani - 16'49"51

## Altre competizioni internazionali
2011
- 10ª alla World's Best 10K ( San Juan) - 34'40"

2012
- 15ª alla World's Best 10K ( San Juan) - 35'19"

2013
- 8ª alla San Blas Half Marathon ( Coamo) - 1h18'31"
- 10ª alla World's Best 10K ( San Juan) - 34'12"

2014
- 8ª alla Mezza maratona di Boston ( Boston) - 1h12'48"
- 14ª alla World's Best 10K ( San Juan) - 34'26"

2015
- 15ª alla Maratona di New York ( New York) - 2h41'56"
- 5ª alla Mezza maratona di Boston ( Boston) - 1h13'51"
- 9ª alla World's Best 10K ( San Juan) - 33'50"

2016
- Argento alla Maratona di Düsseldorf ( Düsseldorf) - 2h36'31"
- 8ª alla New York Half Marathon ( New York) - 1h12'09"
- Oro alla San Blas Half Marathon ( Coamo) - 1h16'09"
- 10ª alla World's Best 10K ( San Juan) - 33'19"

2017
- 26ª alla Maratona di New York ( New York) - 2h46'45"
- 14ª alla New York Half Marathon ( New York) - 1h12'50"
- 8ª alla New York Healthy Kidney 10K ( New York) - 33'36"
- 10ª alla World's Best 10K ( San Juan) - 34'06"

2018
- 19ª alla Maratona di New York ( New York) - 2h40'58"
- Oro alla San Blas Half Marathon ( Coamo) - 1h20'01"

2019
- 12ª alla Maratona di Rotterdam ( Rotterdam) - 2h36'28"
- Oro alla San Blas Half Marathon ( Coamo) - 1h15'50"